# دييغو لوبيز (لاعب كرة قدم)
دييغو لوبيز (بالإسبانية: Diego Centurión)‏ (و. 1982  م) هو لاعب كرة قدم، من باراغواي، ولد في كاغوازو، يلعب كمهاجم.

## روابط خارجية
- دييغو لوبيز على موقع قاعدة بيانات كرة القدم.إي يو (الإنجليزية)